# Czerwone maki na Monte Cassino
Czerwone maki na Monte Cassino (Papaveri rossi su Montecassino) è una delle più note canzoni di guerra polacche. Venne composta nel maggio 1944 in Italia, durante i duri combattimenti della battaglia di Montecassino che portarono alla conquista della roccaforte tedesca da parte dell'esercito polacco.
La canzone fa riferimento al colore dei fiori di papavero che, nella notte dell'assalto finale all'abbazia di Montecassino, si impregnarono del sangue dei soldati polacchi anziché della rugiada.

## Storia

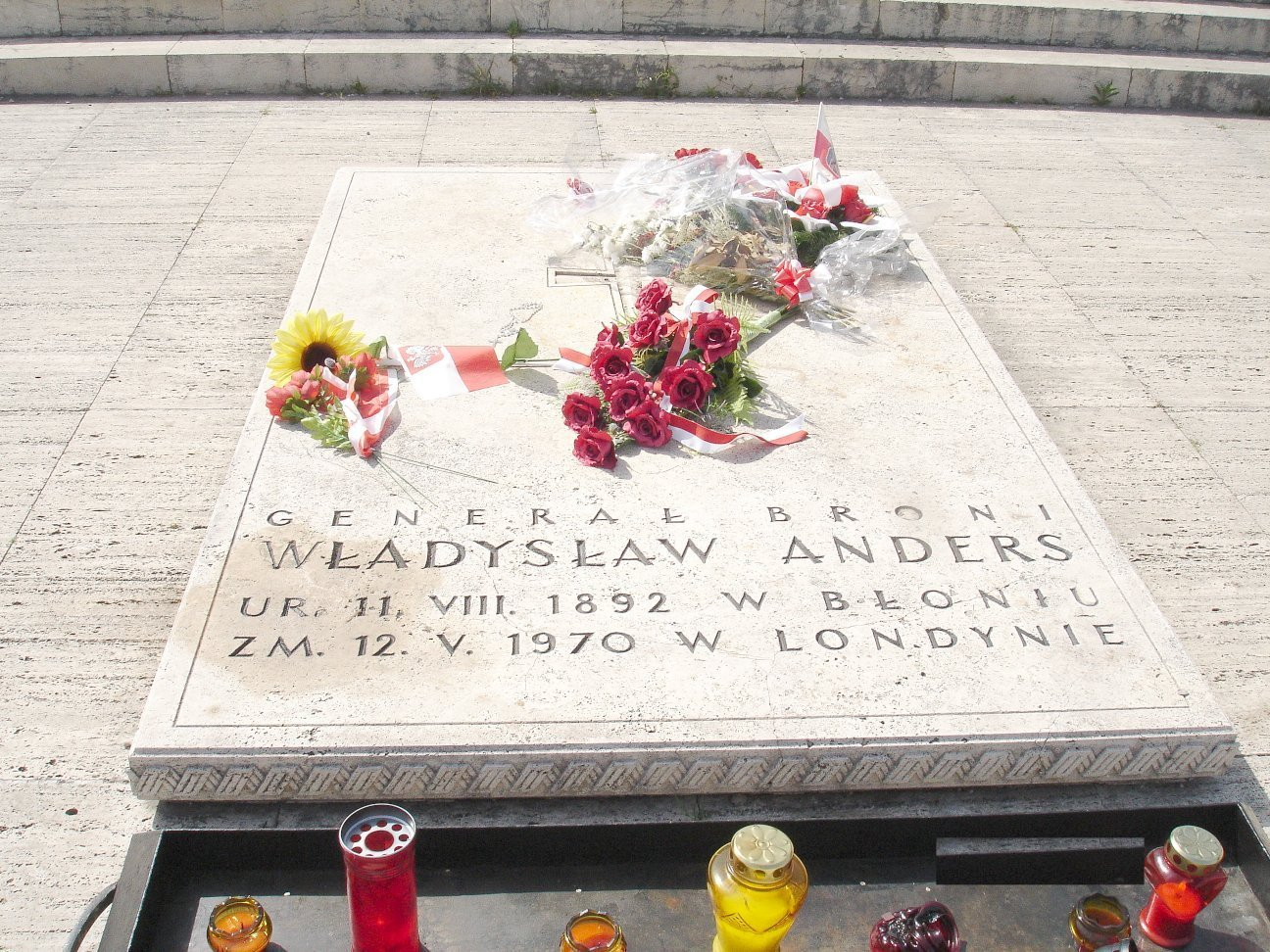
Mazzi di papaveri rossi deposti sulla tomba del generale Władysław Anders, sepolto a Cassino

All'inizio del 1944 una roccaforte tedesca, posta all'interno dell'antico monastero benedettino di Montecassino, aveva bloccato l'avanzata degli Alleati verso Roma. Le forze di diversi paesi alleati avevano tentato da metà gennaio di catturare la fortezza tedesca. Per un quarto grande assalto, che avrebbe avuto inizio l'11 maggio 1944, le truppe polacche furono fatte ruotare.
La melodia della canzone fu composta sulle pendici di Montecassino nella notte tra il 17 e il 18 maggio 1944 da Alfred Schütz, compositore, attore e membro del Teatro militare polacco di stanza a Campobasso all'ombra di Monte Cassino. Le due strofe iniziali furono scritte all'epoca da Feliks Konarski (noto con lo pseudonimo di "Ref-Ren", cioè refrain), poeta, cantautore e soldato del secondo corpo polacco comandato dal maggiore generale Władysław Anders. La terza strofa venne scritta pochi giorni dopo.

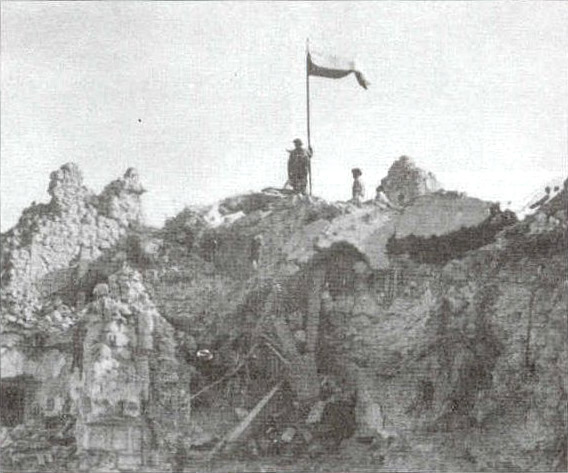
La bandiera della Polonia issata sulle rovine di Montecassino dopo la conquista della vetta

Riguardo al terzo verso della canzone, Konarski scrisse nelle sue memorie:
"La prima volta che abbiamo cantato i Papaveri rossi su Monte Cassino, abbiamo pianto tutti. I soldati hanno pianto con noi. I papaveri rossi, che sbocciavano nella notte, divennero un altro simbolo di coraggio e sacrificio, un tributo ai vivi, che per amore della libertà morirono per la libertà delle persone."
La quarta e ultima strofa venne scritta un quarto di secolo dopo, nel 1969, per commemorare il 25º anniversario della battaglia di Montecassino. Per tale motivo, quest'ultima strofa è la meno conosciuta e talvolta viene omessa.
Il 18 maggio 1944, il giorno successivo alla composizione della canzone, i polacchi assalgono e catturano il territorio del monastero di Montecassino. Più tardi quel giorno, la canzone fu eseguita per la prima volta nel quartier generale di Anders per celebrare la vittoria polacca. I Papaveri rossi su Montecassino divenne una canzone molto popolare tra le truppe polacche e fu presto pubblicata da un giornale polacco-americano a New York e successivamente in Polonia. Tuttavia, la canzone venne proibita durante l'epoca stalinista della Repubblica Popolare di Polonia, quando il regime comunista cercò di minimizzare la memoria delle forze armate polacche sul fronte occidentale della seconda guerra mondiale. Peraltro, la canzone è presente nel film Cenere e diamanti girato da Andrzej Wajda nel 1958, dopo la morte di Stalin.
I diritti d'autore per l'uso commerciale della canzone sono stati pagati - tramite l'organizzazione tedesca di gestione collettiva del copyright GEMA - allo stato federale della Baviera, che secondo la legge tedesca ha acquisito il diritto d'autore dopo la morte di Alfred Schutz e sua moglie a Monaco di Baviera, senza lasciare eredi. Nel 2015 la Baviera ha trasferito i diritti d'autore alla Polonia.